# Samospełniająca się przepowiednia
Samospełniająca się przepowiednia, samospełniające się proroctwo – zjawisko polegające na tym, że określone oczekiwania w stosunku do pewnych zachowań lub zdarzeń wpływają na te zachowania lub zdarzenia w sposób, który powoduje spełnienie oczekiwań.
Występuje ono wówczas, gdy informacja o mającym się zdarzyć incydencie pochodzi z wiarygodnego dla jednostek źródła i pod wpływem tej informacji jednostki postępują w taki sposób, że realizują w końcu treść przewidywań. Jest to efekt nieświadomy i pojawia się w sposób mimowolny.
Przykładem samospełniającej się przepowiedni może być plotka o tym, że dany bank w najbliższym czasie z powodu problemów finansowych upadnie. W wyniku rozchodzenia się tej informacji wśród klientów banku pojawić się może zjawisko owczego pędu, gdy klienci, wierząc w plotkę, zaczynają wypłacać złożone w nim oszczędności. Rezultatem takiego działania jest wyprowadzenie pieniędzy z banku i doprowadzenie go do upadku.